# Bir Ben Abed
Bir Ben Abed est une commune de la wilaya de Médéa en Algérie.

## Géographie
La commune est située dans le tell central algérien dans l'Atlas tellien (mont de Titteri) au sud de l'Atlas blidéen à environ 105 km au sud d'Alger et à 89 km au sud-est de Médéa et à environ 12 km au sud-est de Beni Slimane et à 8 km au sud d'El Guelb El Kebir et à 35 km au sud de Tablat et à 49 km à l'ouest de Bouira. 
| El Guelb El Kebir | El Guelb El Kebir | Sedraia                      |
| Beni Slimane      | Bir Ben Abed      | Raouraoua (Wilaya de Bouira) |
| Souagui           | Djouab            | Dechmia (wilaya de Bouira )  |